# Петстотинте милиона на Бегюм
„Петстотинте милиона на Бегюм“ (на френски: Les cinq cents millions de la Bégum) е роман на френския писател Жул Верн, публикуван през 1879 г. Произведението представя два града, в единия е установена утопия и е управляван от французи, а в другия антиутопия – подържана от германци. Творбата на Верн е приемана като предупреждение за опасностите на тоталитаризма, а главният злодей е представян като „прото-Хитлер“.

## Сюжет
Французинът, доктор Франсуа Саразен, и германецът, професор Шулце, наследяват състояние от 500 милиона златни франка от френски войник, установил се в Индия и оженил се за богата вдовица на местния принц Бегюм Гокул от Риджинахра. Двамата създавате градовете на своите мечти в пустоштите на американския северозапад.

## Персонажи
- Д-р Франсуа Саразен – с титла Сър Бриах Джовахир Моторанат, петдесетгодишен, с тънки черти, с живи и бистри очи зад очила с метална рамка. Роден в град Дуе през 1822 г. Единственият известен наследник на титлата баронет, дадена по предложение на главния губернатор на провинция Бенгалия. Майка му умира две години след раждането.
- Уилям Хенри Шарп младши – сътрудник на къща Билоуз, Грин, Шарписие.
- Изидор Саразен – умира в Париж през 1857 г. в VI аронисман, на улица Таран номер 54, в университетска сграда.
- Жули Ланжевол – майка на Изидор Саразен, родом от Бар льо Дюк, дъщеря на Бенедикт Ланжевол. Към 1807 напуска града с Жан Саразен, за когото се омъжва 1799. Установяват се в Мелен. Сестра на Жан-Жак Ланжевол.
- Жан-Жак Ланжево – тамбур-мажор на 36-и подвижен полк. Получава английско поданство през 1819 г., вдовец на Бегюм Гокул. Починал 1841 г. Остава само един син, който умира 1869 г., малоумен и без потомство.

## Екранизация
През 1978 г. в Чехословакия е създаден игрален пълнометражен филм, екраницация по романа, със заглавие Tajemství Ocelového města (Тайната на стоманения град).